# Robert Wilhelm Bunsen
Robert Wilhelm Eberhard Bunsen (Gottinga, 31 marzo 1811 – Heidelberg, 16 agosto 1899) è stato un chimico e fisico tedesco.

## Biografia
Ultimo di quattro fratelli, frequentò la scuola a Holzminden e studiò chimica all'Università di Gottinga. Dopo aver ottenuto il dottorato all'età di 19 anni viaggiò dal 1830 al 1833 attraverso l'Europa occidentale. Durante questo periodo conobbe Runge, lo scopritore dell'anilina, Justus von Liebig a Gießen e Mitscherlich a Bonn. Al suo ritorno in Germania Bunsen divenne professore a Gottinga, dove iniziò i suoi studi sperimentali sulla solubilità dei sali dell'acido arsenioso.
Per molto tempo l'ossido ferrico idrato è stato usato come antidoto per l'avvelenamento da arsenico proprio in virtù delle ricerche di Bunsen. Nel 1836 Bunsen prese il posto di Friedrich Wöhler a Kassel. Dopo aver insegnato per due anni accettò l'offerta dell'università di Marburgo dove studiò i derivati del cacodile. Il proprio lavoro gli portò rapidamente fama e onori, ma rischiò di morire per avvelenamento da arsenico. Perse inoltre la vista da un occhio in seguito a un'esplosione che proiettò un frammento di vetro nell'occhio. Nel 1841 Bunsen creò un elettrodo di carbonio da usare al posto del costoso elettrodo di platino nella pila di Grove. Nel 1852 Bunsen succedette a Leopold Gmelin all'Università di Heidelberg.

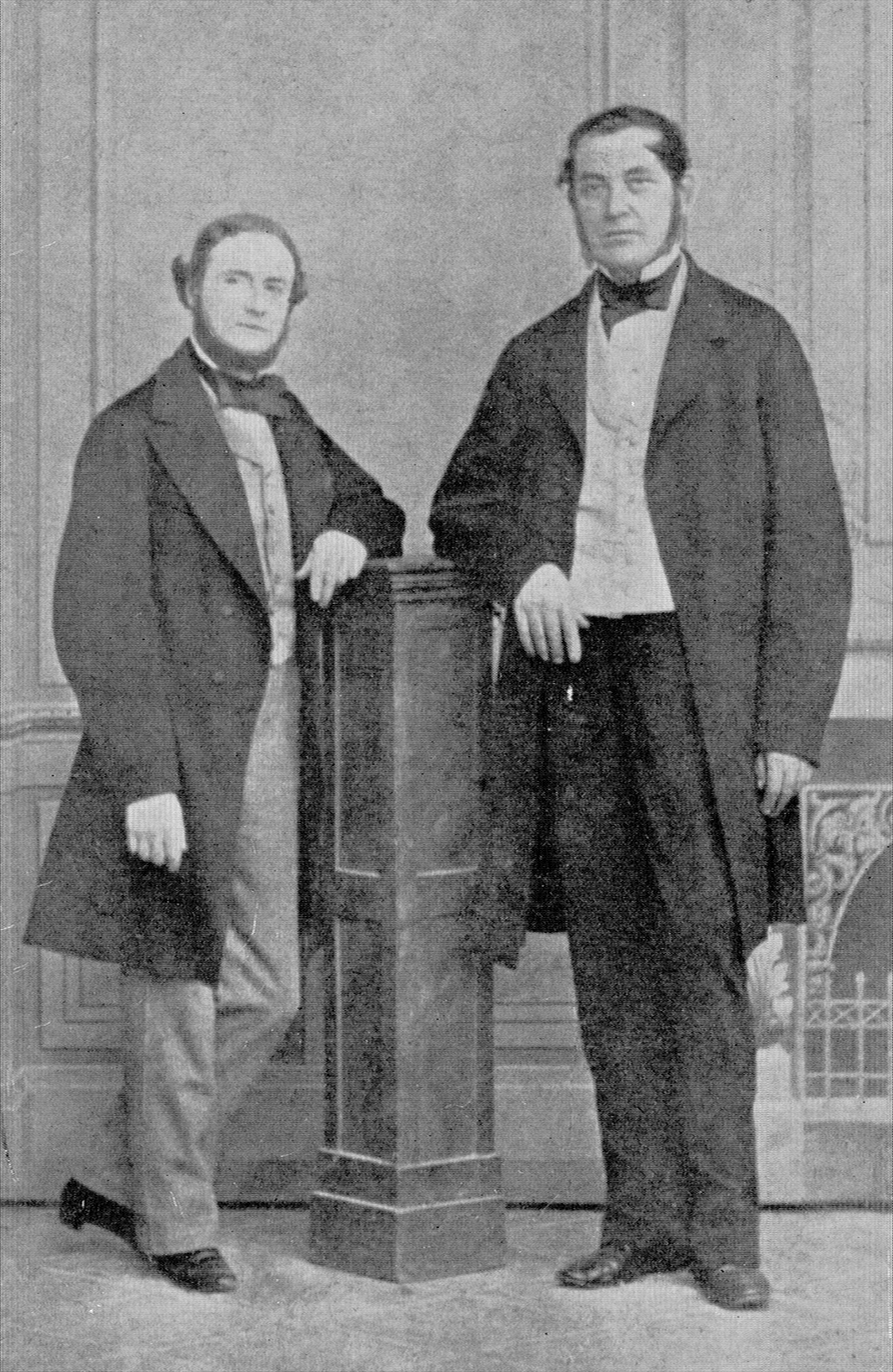
Gustav Kirchhoff (a sinistra) e Robert Bunsen (a destra)

Utilizzando l'acido nitrico riuscì a preparare numerosi elementi puri tra cui cromo, magnesio, alluminio, manganese, sodio, bario, calcio e litio attraverso l'elettrolisi. Nello stesso anno iniziò una lunga collaborazione con Sir Henry Roscoe con lo scopo di studiare la formazione di acido cloridrico a partire da idrogeno e cloro. Nel 1859 interruppe la collaborazione con Roscoe e si unì a Gustav Kirchhoff nello studio della spettroscopia di emissione degli elementi. Insieme al suo assistente di laboratorio Peter Desaga perfezionò il bruciatore a gas da laboratorio che oggi porta il suo nome (becco Bunsen), e che era inventato originariamente dal chimico e fisico britannico Michael Faraday. Lo sviluppo del becco Bunsen fu di estrema importanza nelle applicazioni spettroscopiche.
Nel 1877 fu il primo scienziato (assieme a Kirchhoff) a essere insignito della Medaglia Davy. Si ritirò all'età di settantotto anni dedicandosi alla geologia (che fu per lungo tempo un suo hobby). All'età di 88 anni Robert Bunsen morì a Heidelberg.